# 江静
江静（？年—），女，高级工艺美术师职称，杭州市科协直属单位杭州低碳科技馆工会主席，杭州市第八、九、十届政协委员，中国民主同盟杭州市委员会盟员。2016年杭州市政协十届五次会议上，江静提案倡议杭州女性在当年9月的G20峰会期间穿着旗袍以“展示城市软实力”，引发争议。
2006年8月，杭州市筹建杭州低碳科技馆，江静被任命为筹建办公室副主任，后来担任副馆长，兼任科技馆工会主席。
江静是杭州市政协第八、九、十届委员。她提出的提案有2012年的《关于有效控制“PM2.5”数值的建议》，2014年的《建筑工地扬尘治理》、《废旧衣物回收处理》、《饮用水检测指标公示》等。2016年1月30日，杭州市政协十届五次会议上，江静提交了《关于倡议杭州女性在G20峰会期间穿旗袍的建议》，希望政协通过倡议让杭州所有女性在9月4日至5日开会期间身着旗袍，以展示城市软实力、传播中华文化、彰显文化魅力、弘扬丝绸文化、促进丝绸产业发展。此提案引发了争议。